# Điện Thọ
Điện Thọ is een xã in het district Điện Bàn, een van de districten in de Vietnamese provincie Quảng Nam.
Điện Thọ ligt op de zuidelijke oever van de La Thọ en de Quá Giáng. Điện Thọ heeft ruim 13.500 inwoners op een oppervlakte van 16,65 km².